# Primera División de España 1987-88
La temporada 1987/88 de la Primera División de España de fútbol corresponde a la 57.ª edición de este campeonato. Se disputó entre el 29 de agosto de 1987 y el 22 de mayo de 1988.
El Real Madrid se proclamó campeón por tercer año consecutivo y, por lo tanto, obtuvo el trofeo en propiedad, por quinta vez en su historia.

## Clubes participantes y estadios
Esta temporada la Primera División se amplió a veinte participantes. El Club Deportivo Logroñés debutó en la categoría.
| Equipo                                | Ciudad                     | Estadio               |
| ------------------------------------- | -------------------------- | --------------------- |
| Athletic Club                         | Bilbao                     | San Mamés             |
| Club Atlético de Madrid               | Madrid                     | Vicente Calderón      |
| Fútbol Club Barcelona                 | Barcelona                  | Camp Nou              |
| Real Betis Balompié                   | Sevilla                    | Benito Villamarín     |
| Cádiz Club de Fútbol                  | Cádiz                      | Ramón de Carranza     |
| Real Club Celta de Vigo               | Vigo                       | Balaídos              |
| Real Club Deportivo Espanyol          | Barcelona                  | Sarriá                |
| Unión Deportiva Las Palmas            | Las Palmas de Gran Canaria | Insular               |
| Club Deportivo Logroñés               | Logroño                    | Las Gaunas            |
| Real Club Deportivo Mallorca          | Palma de Mallorca          | Luis Sitjar           |
| Real Murcia Club de Fútbol            | Murcia                     | La Condomina          |
| Club Atlético Osasuna                 | Pamplona                   | El Sadar              |
| Real Madrid Club de Fútbol            | Madrid                     | Santiago Bernabéu     |
| Real Sociedad de Fútbol               | San Sebastián              | Atocha                |
| Centre d'Esports Sabadell Futbol Club | Sabadell                   | Nova Creu Alta        |
| Sevilla Fútbol Club                   | Sevilla                    | Ramón Sánchez Pizjuán |
| Real Sporting de Gijón                | Gijón                      | El Molinón            |
| Valencia Club de Fútbol               | Valencia                   | Mestalla              |
| Real Valladolid Deportivo             | Valladolid                 | Nuevo José Zorrilla   |
| Real Zaragoza Club Deportivo          | Zaragoza                   | La Romareda           |

## Sistema de competición
La Primera División de España 1987/88 fue organizada por la Liga Nacional de Fútbol Profesional (LFP). La Real Federación Española de Fútbol fue la responsable de designar a los árbitros de cada encuentro y las medidas disciplinares.
El formato del torneo presenta este año múltiples novedades con respecto a la temporada anterior: se elimina el play-off final, se recupera la promoción de permanencia -suprimida la temporada 1968/69- y se amplía el número de participantes de 18 a 20 equipos.
Estos veinte clubes, encuadrados en un solo grupo y siguiendo un sistema de liga, se enfrentaron todos contra todos en dos ocasiones -una en campo propio y otra en campo contrario- durante un total de 38 jornadas. El orden de los encuentros se decidió por sorteo antes de empezar la competición.
La clasificación final se estableció con arreglo a los puntos obtenidos en cada enfrentamiento, a razón de dos por partido ganado, uno por empatado y ninguno en caso de derrota. Los mecanismos para desempatar la clasificación, si al finalizar el campeonato dos equipos igualaban a puntos, fueron los siguientes:
1. El que tuviera una mayor diferencia entre goles a favor y en contra en los enfrentamientos entre ambos.
2. Si persiste el empate, el que tuviera la mayor la diferencia de goles a favor y en contra en todos los encuentros del campeonato.

En caso de empate a puntos entre tres o más clubes, los sucesivos mecanismos de desempate previstos por el reglamento fueron los siguientes: 
1. La mejor puntuación de la que a cada uno corresponda a tenor de los resultados de los partidos jugados entre sí por los clubes implicados.
2. La mayor diferencia de goles a favor y en contra, considerando únicamente los partidos jugados entre sí por los clubes implicados.
3. La mayor diferencia de goles a favor y en contra teniendo en cuenta todos los encuentros del campeonato.
4. El mayor número de goles a favor teniendo en cuenta todos los encuentros del campeonato.

### Efectos de la clasificación
El equipo que más puntos sumó al final del campeonato fue proclamado campeón de liga y obtuvo el derecho automático a participar en la siguiente edición de la Copa de Europa. Los tres equipos mejor calificados, al margen de los clasificados para la Copa de Europa y la Recopa de Europa, obtuvieron una plaza para la próxima edición de la Copa de la UEFA. El representante español en la Recopa fue el campeón de la Copa del Rey.
Por su parte, los dos últimos equipos descendieron a Segunda División, siendo reemplazados la próxima temporada por el campeón y el subcampeón de la categorías de plata. Los clasificados en los puestos 17.º y 18.º disputaron una promoción de permanencia con el tercer y cuarto clasificado de la Segunda.

### Desarrollo del campeonato
El campeonato retornó a su formato habitual tras el fracaso del playoff del año anterior. El Madrid arrasa en un torneo donde es líder en 38 jornadas. Después de vencer al Cádiz en la primera jornada(0-4), los blancos se muestran imparables y firman su tercera liga consecutiva tras golear 6-0 al Real Betis en el Santiago Bernabéu a falta de cuatro partidos.

## Clasificación

### Clasificación final
| Pos. | Equipo                   | Pts. | PJ | G  | E  | P  | GF | GC | Dif. | Clasificación                                |
| ---- | ------------------------ | ---- | -- | -- | -- | -- | -- | -- | ---- | -------------------------------------------- |
| 1    | Real Madrid C. F. (C)    | 62   | 38 | 28 | 6  | 4  | 95 | 26 | +69  | Clasifica a la Copa de Europa                |
| 2    | Real Sociedad            | 51   | 38 | 22 | 7  | 9  | 61 | 33 | +28  | Clasifica a la Copa de la UEFA               |
| 3    | Atlético de Madrid       | 48   | 38 | 19 | 10 | 9  | 60 | 38 | +22  | Clasifica a la Copa de la UEFA               |
| 4    | Athletic Club            | 46   | 38 | 17 | 12 | 9  | 50 | 43 | +7   | Clasifica a la Copa de la UEFA               |
| 5    | C. A. Osasuna            | 40   | 38 | 15 | 10 | 13 | 40 | 34 | +6   |                                              |
| 6    | F. C. Barcelona          | 39   | 38 | 15 | 9  | 14 | 49 | 44 | +5   | Clasifica a la Recopa de Europa              |
| 7    | R. C. Celta de Vigo      | 39   | 38 | 14 | 11 | 13 | 43 | 40 | +3   |                                              |
| 8    | Real Valladolid          | 38   | 38 | 13 | 12 | 13 | 31 | 34 | −3   |                                              |
| 9    | Sporting de Gijón        | 38   | 38 | 14 | 10 | 14 | 44 | 49 | −5   |                                              |
| 10   | Sevilla F. C.            | 37   | 38 | 13 | 11 | 14 | 41 | 46 | −5   |                                              |
| 11   | Real Zaragoza            | 36   | 38 | 11 | 14 | 13 | 54 | 56 | −2   |                                              |
| 12   | Cádiz C. F.              | 35   | 38 | 11 | 13 | 14 | 47 | 54 | −7   |                                              |
| 13   | C. D. Logroñés           | 33   | 38 | 12 | 9  | 17 | 28 | 45 | −17  |                                              |
| 14   | Valencia C. F.           | 33   | 38 | 10 | 13 | 15 | 44 | 53 | −9   |                                              |
| 15   | R. C. D. Espanyol        | 33   | 38 | 11 | 11 | 16 | 44 | 55 | −11  |                                              |
| 16   | Real Betis               | 33   | 38 | 14 | 5  | 19 | 42 | 54 | −12  |                                              |
| 17   | Real Murcia C. F.        | 31   | 38 | 9  | 13 | 16 | 31 | 42 | −11  | Promoción de permanencia en Primera División |
| 18   | R. C. D. Mallorca (D)    | 30   | 38 | 9  | 12 | 17 | 35 | 50 | −15  | Promoción de permanencia en Primera División |
| 19   | C. E. Sabadell F. C. (D) | 29   | 38 | 9  | 11 | 18 | 27 | 48 | −21  | Descenso a Segunda División                  |
| 20   | U. D. Las Palmas (D)     | 29   | 38 | 12 | 5  | 21 | 43 | 65 | −22  | Descenso a Segunda División                  |

 Fuente: BDFutbol
Criterios de clasificación: Puntos · Diferencia de goles · Goles a favor · Play-off

### Evolución de la clasificación
| Equipo / Jornada | 1  | 2  | 3  | 4  | 5  | 6  | 7  | 8  | 9  | 10 | 11 | 12 | 13 | 14 | 15 | 16 | 17 | 18 | 19 | 20 | 21 | 22 | 23 | 24 | 25 | 26 | 27 | 28 | 29 | 30 | 31 | 32 | 33 | 34 | 35 | 36 | 37 | 38 |
| Equipo / Jornada |    |    |    |    |    |    |    |    |    |    |    |    |    |    |    |    |    |    |    |    |    |    |    |    |    |    |    |    |    |    |    |    |    |    |    |    |    |    |
| ---------------- | -- | -- | -- | -- | -- | -- | -- | -- | -- | -- | -- | -- | -- | -- | -- | -- | -- | -- | -- | -- | -- | -- | -- | -- | -- | -- | -- | -- | -- | -- | -- | -- | -- | -- | -- | -- | -- | -- |
| R. Madrid        | 1  | 1  | 1  | 1  | 1  | 1  | 1  | 1  | 1  | 1  | 1  | 1  | 1  | 1  | 1  | 1  | 1  | 1  | 1  | 1  | 1  | 1  | 1  | 1  | 1  | 1  | 1  | 1  | 1  | 1  | 1  | 1  | 1  | 1  | 1  | 1  | 1  | 1  |
| R.Sociedad       | 18 | 15 | 17 | 19 | 15 | 12 | 8  | 10 | 7  | 3  | 4  | 3  | 3  | 3  | 2  | 2  | 2  | 2  | 2  | 2  | 2  | 2  | 3  | 3  | 2  | 2  | 2  | 2  | 2  | 2  | 2  | 2  | 2  | 2  | 2  | 2  | 2  | 2  |
| At. Madrid       | 9  | 7  | 2  | 5  | 4  | 3  | 2  | 2  | 2  | 2  | 2  | 2  | 2  | 2  | 3  | 3  | 3  | 3  | 3  | 3  | 3  | 3  | 2  | 2  | 3  | 3  | 3  | 3  | 3  | 3  | 3  | 3  | 3  | 3  | 3  | 3  | 3  | 3  |
| Athletic         | 4  | 5  | 5  | 4  | 3  | 2  | 3  | 4  | 6  | 6  | 6  | 10 | 6  | 6  | 5  | 5  | 4  | 4  | 4  | 4  | 4  | 4  | 4  | 4  | 4  | 4  | 4  | 4  | 4  | 4  | 4  | 4  | 4  | 4  | 4  | 4  | 4  | 4  |
| Osasuna          | 8  | 8  | 3  | 7  | 7  | 9  | 10 | 6  | 4  | 5  | 8  | 5  | 9  | 9  | 10 | 8  | 10 | 7  | 5  | 7  | 9  | 10 | 9  | 11 | 8  | 8  | 7  | 8  | 8  | 8  | 8  | 8  | 9  | 7  | 6  | 5  | 5  | 5  |
| Barcelona        | 3  | 11 | 15 | 17 | 19 | 19 | 17 | 17 | 16 | 13 | 11 | 7  | 4  | 8  | 11 | 12 | 11 | 11 | 12 | 11 | 11 | 7  | 8  | 10 | 9  | 9  | 9  | 9  | 9  | 11 | 9  | 10 | 8  | 9  | 7  | 8  | 6  | 6  |
| Celta            | 6  | 4  | 9  | 8  | 6  | 7  | 7  | 3  | 3  | 4  | 3  | 4  | 5  | 7  | 9  | 11 | 6  | 12 | 7  | 6  | 6  | 6  | 6  | 6  | 5  | 6  | 5  | 5  | 5  | 7  | 5  | 5  | 5  | 5  | 5  | 6  | 8  | 7  |
| Valladolid       | 11 | 12 | 16 | 14 | 18 | 13 | 11 | 7  | 10 | 11 | 9  | 6  | 7  | 4  | 4  | 4  | 5  | 5  | 6  | 5  | 5  | 5  | 5  | 5  | 6  | 5  | 6  | 6  | 7  | 6  | 7  | 7  | 7  | 8  | 9  | 9  | 7  | 8  |
| Sporting         | 10 | 17 | 20 | 16 | 14 | 11 | 14 | 16 | 17 | 16 | 13 | 12 | 12 | 12 | 8  | 6  | 8  | 8  | 10 | 12 | 13 | 11 | 13 | 12 | 12 | 11 | 10 | 10 | 11 | 9  | 10 | 9  | 10 | 10 | 10 | 10 | 10 | 9  |
| Sevilla          | 12 | 10 | 12 | 10 | 5  | 10 | 6  | 12 | 14 | 12 | 14 | 13 | 13 | 14 | 12 | 10 | 12 | 9  | 11 | 8  | 8  | 8  | 7  | 7  | 7  | 7  | 8  | 7  | 6  | 5  | 6  | 6  | 6  | 6  | 8  | 7  | 9  | 10 |
| Zaragoza         | 7  | 6  | 10 | 15 | 10 | 8  | 12 | 5  | 9  | 10 | 10 | 11 | 8  | 5  | 7  | 7  | 9  | 10 | 9  | 10 | 10 | 12 | 11 | 9  | 11 | 12 | 12 | 12 | 12 | 10 | 11 | 13 | 13 | 12 | 12 | 11 | 11 | 11 |
| Cádiz            | 20 | 13 | 8  | 3  | 8  | 5  | 5  | 8  | 5  | 7  | 5  | 8  | 10 | 10 | 6  | 9  | 7  | 6  | 8  | 9  | 7  | 9  | 10 | 8  | 10 | 10 | 11 | 11 | 10 | 12 | 13 | 12 | 11 | 11 | 11 | 12 | 12 | 12 |
| Logroñés         | 19 | 16 | 19 | 18 | 20 | 20 | 20 | 20 | 19 | 18 | 19 | 19 | 19 | 19 | 18 | 18 | 18 | 19 | 19 | 19 | 19 | 19 | 19 | 19 | 18 | 19 | 18 | 19 | 16 | 19 | 16 | 17 | 15 | 16 | 17 | 16 | 15 | 13 |
| Valencia         | 2  | 3  | 4  | 2  | 2  | 4  | 4  | 9  | 8  | 8  | 7  | 9  | 11 | 11 | 13 | 14 | 15 | 15 | 13 | 13 | 12 | 13 | 12 | 13 | 14 | 14 | 13 | 13 | 14 | 15 | 14 | 14 | 12 | 13 | 13 | 14 | 13 | 14 |
| Español          | 16 | 20 | 13 | 11 | 13 | 16 | 18 | 15 | 13 | 14 | 15 | 15 | 14 | 13 | 14 | 15 | 16 | 14 | 15 | 15 | 14 | 14 | 14 | 14 | 13 | 13 | 15 | 16 | 13 | 13 | 12 | 11 | 14 | 14 | 14 | 13 | 14 | 15 |
| Betis            | 5  | 2  | 6  | 6  | 9  | 6  | 9  | 11 | 11 | 9  | 12 | 14 | 15 | 15 | 15 | 16 | 14 | 16 | 16 | 16 | 17 | 16 | 17 | 16 | 19 | 17 | 19 | 18 | 19 | 16 | 17 | 18 | 16 | 17 | 16 | 17 | 17 | 16 |
| Murcia           | 15 | 9  | 7  | 9  | 12 | 15 | 16 | 14 | 15 | 17 | 17 | 16 | 17 | 17 | 17 | 17 | 17 | 17 | 17 | 17 | 18 | 17 | 18 | 17 | 15 | 16 | 14 | 15 | 18 | 14 | 15 | 15 | 17 | 15 | 15 | 15 | 16 | 17 |
| Mallorca         | 13 | 14 | 18 | 20 | 16 | 14 | 13 | 13 | 12 | 15 | 16 | 18 | 16 | 16 | 16 | 13 | 13 | 13 | 14 | 14 | 15 | 15 | 15 | 15 | 17 | 18 | 17 | 17 | 15 | 17 | 18 | 19 | 19 | 19 | 19 | 18 | 18 | 18 |
| Sabadell         | 17 | 18 | 11 | 12 | 11 | 17 | 19 | 19 | 20 | 20 | 20 | 20 | 20 | 20 | 20 | 20 | 20 | 20 | 20 | 20 | 20 | 20 | 20 | 20 | 20 | 20 | 20 | 20 | 20 | 20 | 20 | 20 | 20 | 20 | 20 | 19 | 19 | 19 |
| Las Palmas       | 14 | 19 | 14 | 13 | 17 | 18 | 15 | 18 | 18 | 19 | 18 | 17 | 18 | 18 | 19 | 19 | 19 | 18 | 18 | 18 | 16 | 18 | 16 | 18 | 16 | 15 | 16 | 14 | 17 | 18 | 19 | 16 | 18 | 18 | 18 | 20 | 20 | 20 |

### Promoción de permanencia
| Ida:        |     |                |
| Murcia      | 3-0 | Rayo Vallecano |
| Real Oviedo | 2-1 | RCD Mallorca   |

| Vuelta:        |     |             |            |
| Rayo Vallecano | 1-1 | Murcia      | Global:1-4 |
| RCD Mallorca   | 0-0 | Real Oviedo | Global:1-2 |

## Resultados
| Local \ Visitante    | ATH | ATM | BAR | BET | CAD | CEL | ESP | LAS | LOG | MLL | MUR | OSA | RMA | RSO | SAB | SEV | SPO | VAL | VLD | ZAR |
| -------------------- | --- | --- | --- | --- | --- | --- | --- | --- | --- | --- | --- | --- | --- | --- | --- | --- | --- | --- | --- | --- |
| Athletic Club        | —   | 5–1 | 1–0 | 2–0 | 0–0 | 1–0 | 2–0 | 4–1 | 1–0 | 2–1 | 1–2 | 2–1 | 0–0 | 1–4 | 2–0 | 2–1 | 1–1 | 1–1 | 1–0 | 2–2 |
| Atlético de Madrid   | 1–0 | —   | 0–2 | 1–0 | 2–1 | 2–1 | 1–1 | 1–0 | 3–0 | 7–0 | 1–0 | 3–1 | 1–3 | 0–2 | 1–0 | 0–1 | 1–2 | 2–1 | 3–0 | 2–0 |
| F. C. Barcelona      | 1–2 | 1–2 | —   | 0–1 | 3–1 | 2–0 | 3–2 | 1–1 | 2–1 | 2–2 | 4–1 | 0–1 | 2–0 | 2–0 | 0–0 | 1–2 | 1–0 | 0–1 | 2–4 | 4–2 |
| Real Betis           | 0–0 | 1–1 | 1–2 | —   | 3–2 | 3–1 | 3–1 | 1–1 | 1–1 | 1–0 | 0–0 | 1–0 | 2–1 | 1–3 | 6–0 | 0–1 | 2–0 | 2–0 | 1–0 | 1–0 |
| Cádiz C. F.          | 0–0 | 3–3 | 0–2 | 4–1 | —   | 1–2 | 1–1 | 2–0 | 0–0 | 0–0 | 5–2 | 1–1 | 0–4 | 2–2 | 3–2 | 1–0 | 2–0 | 2–0 | 1–0 | 0–2 |
| R. C. Celta de Vigo  | 2–1 | 1–0 | 3–1 | 2–0 | 4–1 | —   | 3–0 | 0–1 | 0–0 | 1–1 | 2–0 | 1–0 | 0–0 | 2–0 | 2–0 | 2–0 | 1–3 | 3–3 | 1–1 | 1–1 |
| R. C. D. Español     | 1–1 | 0–2 | 2–0 | 4–1 | 2–2 | 0–1 | —   | 1–2 | 0–0 | 3–0 | 1–0 | 0–0 | 0–2 | 0–4 | 1–1 | 3–2 | 1–3 | 3–1 | 4–2 | 2–1 |
| U. D. Las Palmas     | 3–1 | 0–3 | 1–2 | 1–2 | 1–0 | 2–0 | 0–2 | —   | 0–2 | 1–2 | 1–0 | 0–2 | 0–2 | 3–2 | 0–2 | 1–2 | 5–2 | 2–1 | 4–0 | 2–1 |
| C. D. Logroñés       | 1–1 | 0–2 | 0–1 | 2–0 | 1–2 | 0–0 | 2–1 | 1–1 | —   | 1–0 | 1–0 | 0–1 | 1–3 | 1–1 | 1–1 | 2–1 | 1–0 | 2–1 | 1–0 | 2–1 |
| R. C. D. Mallorca    | 0–1 | 1–1 | 1–0 | 3–1 | 1–4 | 0–0 | 3–0 | 0–0 | 4–0 | —   | 3–3 | 2–1 | 0–2 | 1–1 | 2–0 | 1–0 | 2–0 | 2–3 | 0–2 | 0–0 |
| Real Murcia C. F.    | 2–3 | 0–0 | 0–0 | 2–0 | 0–0 | 1–0 | 0–1 | 2–0 | 2–3 | 0–0 | —   | 1–0 | 1–1 | 1–2 | 2–0 | 1–0 | 0–0 | 0–0 | 1–1 | 1–1 |
| C. A. Osasuna        | 3–1 | 2–1 | 1–1 | 1–0 | 1–1 | 3–0 | 0–0 | 2–1 | 2–0 | 1–0 | 1–0 | —   | 2–1 | 1–2 | 0–0 | 1–3 | 0–0 | 1–1 | 4–1 | 4–1 |
| Real Madrid C. F.    | 5–0 | 0–4 | 2–1 | 6–0 | 4–0 | 2–0 | 2–0 | 5–0 | 2–0 | 3–1 | 3–1 | 3–0 | —   | 1–0 | 3–1 | 3–1 | 7–0 | 4–0 | 2–1 | 2–1 |
| Real Sociedad        | 0–1 | 0–0 | 4–1 | 3–2 | 2–1 | 3–2 | 1–0 | 3–2 | 4–0 | 1–0 | 0–1 | 0–0 | 2–2 | —   | 1–0 | 0–1 | 3–0 | 3–0 | 1–0 | 2–1 |
| C. E. Sabadell F. C. | 3–1 | 1–1 | 0–1 | 2–1 | 0–1 | 0–0 | 2–2 | 2–1 | 0–1 | 2–0 | 0–0 | 0–0 | 0–2 | 0–2 | —   | 2–1 | 1–0 | 1–0 | 0–0 | 1–2 |
| Sevilla F. C.        | 1–1 | 1–1 | 1–1 | 1–2 | 2–1 | 0–3 | 2–2 | 4–0 | 2–0 | 0–0 | 1–2 | 0–2 | 1–1 | 1–0 | 2–0 | —   | 2–0 | 0–0 | 1–0 | 1–1 |
| Sporting de Gijón    | 2–2 | 2–0 | 1–0 | 1–0 | 3–0 | 4–1 | 1–2 | 4–1 | 1–0 | 2–1 | 1–1 | 1–0 | 1–2 | 1–1 | 3–0 | 0–0 | —   | 2–2 | 0–0 | 2–1 |
| Valencia C. F.       | 1–2 | 3–4 | 1–1 | 1–0 | 1–1 | 2–0 | 2–0 | 3–1 | 2–0 | 1–1 | 2–0 | 1–0 | 1–1 | 0–1 | 2–1 | 1–1 | 1–1 | —   | 0–1 | 1–3 |
| Real Valladolid      | 1–0 | 0–0 | 1–1 | 1–0 | 1–0 | 0–0 | 1–0 | 0–0 | 1–0 | 2–0 | 1–0 | 3–0 | 0–2 | 0–1 | 0–0 | 0–0 | 2–0 | 2–1 | —   | 1–1 |
| Real Zaragoza        | 1–1 | 2–2 | 1–1 | 3–1 | 1–1 | 1–1 | 1–1 | 1–3 | 1–0 | 1–0 | 2–1 | 1–0 | 1–7 | 1–0 | 1–2 | 8–1 | 2–0 | 2–2 | 1–1 | —   |

## Máximos goleadores (Trofeo Pichichi)
Hugo Sánchez igualó el récord establecido por Alfredo Di Stéfano al ganar por cuarto año consecutivo el Trofeo Pichichi del Diario Marca al máximo goleador de la Liga.

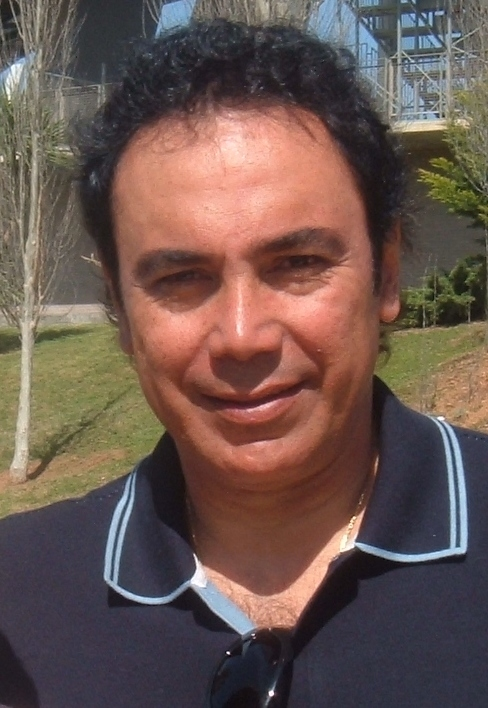
Hugo Sánchez, Pichichi por cuarto año consecutivo.

| Pos  | Jugador                  | Equipo                 | Goles |
| ---- | ------------------------ | ---------------------- | ----- |
| 1.º  | Hugo Sánchez             | Real Madrid            | 29    |
| 2.º  | Rubén Sosa               | Real Zaragoza          | 18    |
| 3.º  | José Mari Bakero         | Real Sociedad          | 17    |
| 4.º  | Julio Salinas            | Atlético de Madrid     | 16    |
|      | Gary Lineker             | FC Barcelona           | 16    |
| 6.º  | Pedro Uralde             | Athletic Club          | 15    |
| 7.º  | Míchel                   | Real Madrid            | 14    |
|      | Joaquín Alonso           | Real Sporting de Gijón | 14    |
| 9.º  | Pablo Bengoechea         | Sevilla FC             | 13    |
|      | Joaquín Villa            | Real Sporting de Gijón | 13    |
| 11.º | Jorge Contreras          | UD Las Palmas          | 12    |
| 12.º | Narciso Manuel Rodríguez | UD Las Palmas          | 11    |

## Otros premios

### Trofeo Zamora
El Real Madrid fue el gran dominador del torneo y, además del título, se llevó los premios individuales: Hugo Sánchez máximo goleador y Paco Buyo portero menos goleado. En su segundo año como madridista, el guardameta de Betanzos ganó el primer Trofeo Zamora de su carrera.
Para optar a este premio del Diario Marca fue necesario disputar 60 minutos en, como mínimo, 28 partidos.
| Pos. | Jugador              | Equipo                 | Goles | Partidos | Promedio |
| ---- | -------------------- | ---------------------- | ----- | -------- | -------- |
| 1.º  | Francisco Buyo       | Real Madrid            | 23    | 36       | 0,65     |
| 2.º  | Carlos Fenoy         | Real Valladolid        | 25    | 32       | 0,78     |
| 3.º  | Luis Miguel Arconada | Real Sociedad          | 33    | 38       | 0,86     |
| 4.º  | Abel Resino          | Atlético de Madrid     | 30    | 32       | 0,93     |
| 5.º  | Ezaki Badou          | RCD Mallorca           | 31    | 32       | 0,96     |
| 6.º  | Roberto Santamaría   | CA Osasuna             | 32    | 32       | 1,00     |
| 7.º  | Javier Maté          | Celta de Vigo          | 40    | 37       | 1,08     |
| 8.º  | Amador Lorenzo       | Real Murcia            | 35    | 32       | 1,09     |
| 9.º  | Juan Carlos Ablanedo | Real Sporting de Gijón | 31    | 28       | 1,10     |
| 10.º | Vicente Biurrun      | Athletic Club          | 42    | 36       | 1,16     |

### Trofeo Guruceta
El malagueño Antonio Martín Navarrete fue el ganador de la segunda edición del Trofeo Guruceta, entregado por el Diario Marca al mejor árbitro de la Primera División.
| #   | Árbitro (colegio)        | Puntos | Partidos | Coeficiente |
| --- | ------------------------ | ------ | -------- | ----------- |
| 1.º | Antonio Martín Navarrete | 21     | 12       | 1,75        |
| 2.º | Joaquín Ramos Marcos     | 18     | 11       | 1,63        |
| 3.º | Tomás Jiménez Moreno     | 16     | 10       | 1,60        |

### Premios Don Balón
- Mejor jugador / Número 1 Ranking Don Balón: Larrañaga (Real Sociedad)
- Mejor jugador español: Larrañaga (Real Sociedad)
- Mejor jugador extranjero: Alemão (Atlético de Madrid)
- Mejor entrenador: Leo Beenhakker (Real Madrid)
- Mejor promesa: Sebastián Losada (Real Madrid)
- Mejor árbitro: Emilio Soriano Aladrén